# Claude-Louis Navier
Claude-Louis Navier (Digione, 10 febbraio 1785 – Parigi, 21 agosto 1836) è stato un ingegnere e scienziato francese.
È considerato uno dei padri della moderna scienza delle costruzioni e diede fondamentali contributi nel campo della meccanica dei fluidi.

## Biografia
Dopo la morte del padre nel 1793, la madre di Navier affidò l'educazione del figlio allo zio Emiland Gauthey, un ingegnere del Corps des ponts et chaussées, al tempo considerato uno dei più importanti ingegneri francesi e certamente fu lui ad orientare gli interessi di Navier verso l'ingegneria. Sebbene con qualche difficoltà iniziale, nel 1802 Navier entrò all'École polytechnique dove presto ebbe modo di distinguersi negli studi segnalandosi tra i migliori studenti della scuola. Durante questo periodo ebbe Joseph Fourier come insegnante di analisi matematica, il quale esercitò su di lui una profonda influenza e con il quale instaurò una profonda e duratura amicizia. Nel 1804 continuò i suoi studi all'École nationale des ponts et chaussées, continuando ancora a distinguersi e diplomandosi nel 1806. Poco tempo dopo, alla morte di Emiland Gauthey, egli subentrò allo zio come Inspecteur general del Corps des Ponts et Chaussées.
Nei successivi 13 anni, Navier divenne un riconosciuto maestro delle scienze ingegneristiche. Egli rivide l'approccio empirico dello zio alle applicazioni di ingegneria civile in una chiave moderna di rigore matematico delle basi meccaniche da lui tradotte a partire dal suo lavoro di ricerca nel campo della meccanica teorica. Diresse la costruzione dei ponti a Choisy, Asnières ed Argenteuil nel Dipartimento della Senna, e costruì un ponte pedonale nell'Île de la Cité di Parigi. Specialista nella costruzione di strade e ponti, egli fu il primo a sviluppare su basi scientifici una teoria dei ponti sospesi. Tuttavia il suo maggiore progetto, un ponte sulla Senna, non fu portato a compimento a causa di problemi tecnici evidenziati durante le fasi di realizzazione e per contrasti con le autorità pubbliche commissionarie del progetto. Navier però è oggigiorno ricordato non come famoso costruttore di ponti per cui era famoso durante la sua vita, ma piuttosto per i suoi contributi nel campo della meccanica teorica ed applicata.
Dal 1819 fu incaricato del corso di meccanica applicata all'École Nationale des Ponts et Chaussées, dove fu nominato professore nel 1830. In tale incarico rivide il tradizionale programma di insegnamento ponendo maggiore enfasi alle basi di fisica e di matematica. Nel 1831 succedette all'esiliato Augustin-Louis Cauchy nella cattedra di calcolo e di meccanica all'École polytechnique. In tale periodo si colloca la disputa da lui sostenuta con Poisson sull'insegnamento della teoria della conduzione termica di Fourier.
In politica le sue idee furono influenzate sia dal positivismo di Auguste Comte (che ebbe modo di conoscere personalmente all'École polytechnique), che dal socialismo di Henri de Saint-Simon. Navier credeva in un mondo industrializzato i cui problemi possano essere risolti dalla scienza e dalla tecnologia. Egli prese inoltre posizione contro la guerra e contro lo spargimento di sangue della rivoluzione francese e delle guerre napoleoniche.
Dal 1830 Navier fu consigliere del governo sull'uso sociale della scienza e della tecnologia. Ebbe modo quindi di intervenire sulla politica dei trasporti e sulla costruzione di strade e ferrovie. I suoi rapporti dimostrano la sua grande abilità di ingegnere e il suo forte convincimento politico di costruire una società industrializzata per il vantaggio di tutti gli individui.

## Contributi scientifici
Navier si occupò di teoria dell'elasticità, riformulandola in una forma matematica di facile uso e rendendola per la prima volta disponibile nel campo della tecnica delle costruzioni. Contribuì pertanto alla nascita della moderna Scienza delle costruzioni, ingegnerizzando i risultati conseguiti da Bernoulli, Eulero e S. Venant: a lui si deve la teoria tecnica della trave, la formula di Navier della tenso-flessione e dell'asse neutro, la formula del carico di punta, ma anche importanti contributi nello studio delle piastre e delle lastre. In matematica diede contributi alle serie di Fourier e alle relative applicazione in problemi fisici.
Si occupò inoltre di Meccanica dei fluidi, cui contribuì nel 1821 con le celebri e fondamentali Equazioni di Navier-Stokes dei fluidi incomprimibili mentre diede nel 1822 le equazioni nel caso di fluidi viscosi.

## Riconoscimenti ed onori
Navier ricevette diverse onorificenze, la più importante delle quali fu nel 1824 la sua elezione all'Accademia francese delle scienze a Parigi.
Nel 1831 egli divenne Cavaliere della Legion d'Onore.
Il suo nome è inciso sulla Torre Eiffel.

## Scritti
- (FR)  con Joseph Liouville: Résumé des leçons d'analyse données à l'école polytechnique t.1 (1840)
- (FR)  con Joseph Liouville:  Résumé des leçons d'analyse données à l'école polytechnique t.2 (1840)
- (FR)  Résumé des leçons de mécanique données à l'École polytechnique (1841)
- (FR)  Résumé des leçons données à l'École des ponts et chaussées [collegamento interrotto] (1833-1838) (Resistenza dei materiali, fluidodinamica, macchine)